# 村山シベリウス達彦
村山 シベリウス 達彦（むらやま - たつひこ、1987年12月21日 - ）は、東京都出身のソングライター、編曲家、ベーシスト。Rebrast所属。

## 関連作品
- けやき坂46
  - 「半分の記憶」（共作曲）

- ザ・コインロッカーズ
  - 「憂鬱な空が好きなんだ」（共作曲）

- 成田梨紗
  - 『心の扉 (とびら)』<配信限定シングル>（作曲・編曲）

- HIMEKA
  - 『果てなき道』(共編曲)

- TVアニメ「ゆるゆり」
  - 「ゆるゆりI♥U」<歌:七森中☆ごらく部>（共作曲・共編曲）
  - 「ごゆるりワールド」<歌:船見結衣/CV:津田美波>（共作詞・作曲・編曲）
  - 「クールナンバー」<歌:船見結衣/CV:津田美波>（共編曲）
  - 「ミラクるゆるくる1・2・3」<歌：歳納京子/CV:大坪由佳>（共編曲）
  - 「ごらく部、愛と勇気と希望と友情のテーマ」<歌:七森中☆ごらく部>（編曲）
  - 「恋のダブルパンチ」<歌:さくひま＊ひまさく［大室櫻子:CV.加藤英美里/古谷向日葵:CV.三森すずこ］>（共編曲）
  - 「よしなしOKI☆DOKI」<歌:さくひま＊ひまさく［大室櫻子:CV.加藤英美里/古谷向日葵:CV.三森すずこ］>（共編曲）

- TVアニメ「ゆるゆり♪♪」
  - 「あのねっ!」<歌:吉川ちなつ(CV : 大久保瑠美)>（作曲・編曲）
  - 「乙女日和☆」<歌:吉川ちなつ(CV : 大久保瑠美)>（作曲・編曲）
  - 「MY SWEET MEMORY」<歌:七森中☆ごらく部>（作詞・作曲・編曲）

- TVアニメ「ゆるゆり さん☆ハイ!」
  - 「きみがくれたシャイニーストーリー」<歌:七森中☆ごらく部>（作詞・作曲・共編曲）
  - 「イッツハッピーデイ!!」<歌:池田千歳(CV:豊崎愛生)>（作詞・共作曲・編曲）

- TVアニメ「三者三葉」
  - 「最強ハーモニー」<葉山照(CV:今村彩夏)/葉山光(CV:西明日香)>（共作曲・共編曲）

- Webアニメ「ぷちます!」
  - 「ら♪ら♪ら♪わんだぁらんど」<歌:765PRO ALLSTARS featuring ぷちどる>（共編曲）

- 「MISSIW」
  - 「Generation」（編曲）
  - 「Destiny Love」（編曲）
  - 「Girl`s Day」（編曲）
  - 「Stay In My Heart」（編曲）
  - 「X-Y-Z」（編曲）

- 「桃知みなみ」
  - 「どっち?こっち?もっち!!〜ヲタ芸できるかな?〜」（作曲・編曲）

- 「シュノンソー」
  - 「Mr.パイナポー」（編曲）

- 「スルースキルズ」
  - 「stand up」（作詞・作曲・編曲）

- 「赤マルダッシュ☆」
  - 「4 colors」（作曲・編曲）
  - 「Sticky Heart」（編曲）
  - 「ワンダフル☆スマイル」（作曲・編曲）
  - 「クロノス」（作曲・編曲・ギター・ベース）
  - 「こころのピアス」（作曲・編曲）

- 「TJ(トーンジュエル)」
  - 「曖昧コントラスト」（作詞・作曲・編曲）
  - 「ブリリアント・ワールド」（作詞・作曲・編曲）
  - 「Shiny☆Elements」（作詞・作曲・編曲）

- 「きゅい～ん'ズ」
  - 「Glitter Future」（作詞・作曲・編曲）

- 「bob up.」
  - 「あの子のハートを撃ち抜いて」（作曲・編曲）

- 「Flower Notes」
  - 「恋花」（作曲・編曲）
  - 「Stay Gold」（作曲・編曲）

- 「Clef Leaf」
  - 「Evergreen」（編曲）
  - 「Clover」（作曲・編曲）
  - 「ありがとう、またね」（共作曲・編曲）

- 「Shine Fine Movement」
  - 「YOU」（作曲・編曲）
  - 「シュガーブレット」（作曲・編曲）
  - 「You're My Sunshine」（作曲・編曲）
  - 「星に願いを」（作曲・編曲）
  - 「雪桜」（編曲）
  - 「fancy you」（作曲・編曲）

- 「Fragrant Drive」
  - 「Melt」（作曲・編曲）
  - 「Snow Dust」（作曲・編曲）

- 「FLOWLIGHT」
  - 「ミライト」（作曲・編曲）

- 「なんキニ!」
  - 「青空交差点」（共作編曲）

- 「on and Go!」
  - 「ハニカミハート」（作曲・編曲）

- 「アイドルネッサンス」
  - 「太陽と心臓」（ベース）
  - 「どかーん」（ベース）
  - 「YOU」（ベース）
  - 「夏の決心」（ベース）
  - 「Happy Endで始めよう」（ベース）
  - 「シルエット」（ベース）
  - 「STILL LOVE HER (失われた風景)」（ベース）
  - 「君の知らない物語」（ベース）
  - 「夏が来た!」（ベース）
  - 「Blue Love Letter」（ベース）
  - 「前髪」（ベース）

- 「TOYSMILEY」
  - 「Magical Toy Box」（ベース）
  - 「大好き!」（ベース）
  - 「I×愛×Yeah!!」（ベース）

- 「24 o'clock」
  - 「Crazy Rock Game」（編曲）

- 「BREAK THROUGH」
  - 「Scream of love」（共作曲、編曲）

- 「シクラメン」
  - 「ボルケーノ」（ベース）

- 「唄人羽」
  - 「LIFE」（ベース）
  - 「小さな太陽」（ベース）

- 「花見桜幸樹」花見便り〜俺の女唄名曲集〜より
  - 「時の流れに身をまかせ」（ベース）
  - 「お久しぶりね」（ベース）
  - 「夜桜お七」（ベース）
  - 「浪花節だよ人生は」（ベース）
  - 「津軽海峡・冬景色」（ベース）
  - 「舟唄」（ベース）
  - 「恋の季節」（ベース）
  - 「炭坑節」（ベース）
  - 「秋桜」（ベース）
  - 「ラヴ・イズ・オーヴァー」（ベース）
  - 「あの鐘を鳴らすのはあなた」（ベース）

- 「はるな愛」
  - 「えぇねんで」（ベース）

- 「舞台「エンブリオ」主題歌」
  - 「追憶の楽園」（作曲・編曲）

- 「Parfait」
  - 「Brand New Story!!」（作詞・作曲・編曲）
  - 「カラフル☆メロディ」（作詞・作曲・編曲）
  - 「Precious Days」（作詞・作曲・編曲）
  - 「everlasting」（作詞・作曲・編曲）
  - 「STAR DRIVE」（作詞・作曲・編曲）
  - 「君と夢を」（作詞・作曲・編曲）
  - 「Step by Step!!」（作詞・作曲・編曲）
  - 「蒼の彼方へ」（作詞・作曲・編曲）
  - 「SKYLINE」（作詞・作曲・編曲）
  - 「Just for you!!」（作詞・作曲・編曲）

- 「DREAM MAKER」
  - 「サマーレ」（編曲）
  - 「Be alright」（共編曲）

- 「inkey oops」
  - 「put the seat back」（編曲）
  - 「Uptown Girl」（編曲）